# Bubi Chen
Bubi Chen (ur. 9 lub 19 lutego 1938 w Surabai, zm. 16 lutego 2012 w Semarang) – indonezyjski muzyk jazzowy.

## Życiorys
Urodził się 9 lub 19 lutego 1938 w Surabai w prowincji Jawa Wschodnia. W 1950 r. założył z braćmi grupę Chen Trio. Dołączył do formacji Jack Lesmana Quartet, która zmieniła wówczas nazwę na Jack Lesmana Quintet. Wraz z Jackiem Lesmaną nagrał w 1959 r. utwór Bubi Chen with Strings, który został nadany w Głosie Ameryki. W latach 60. muzyk zdobył już popularność w Australii, Europie i Stanach Zjednoczonych.
Bubi i Jack Lesmana zostali uznany za artystów, którzy nadali muzyce jazzowej „indonezyjski charakter”. Po wzięciu udziału w berlińskim festiwalu jazowym w 1967 r. muzycy, wraz z formacją Indonesian All Stars, nagrali album Djanger Bali, łączący jazz z indonezyjską muzyką tradycyjną. Na berlińskim festiwalu jazzowym w 1997 roku, gdzie wystąpił z grą na fortepianie i indonezyjskim instrumencie kecapi, został zaliczony do grona dziesięciu najlepszych pianistów jazzowych.

## Dyskografia
- 1989: Kedamaian
- 1990: Bubi Chen and His Friends
- 1995: Bubi Chen – Virtuoso
- 1996: Jazz, The Two of Us
- 1997: All I Am

Źródło: .